# Franz Jonas

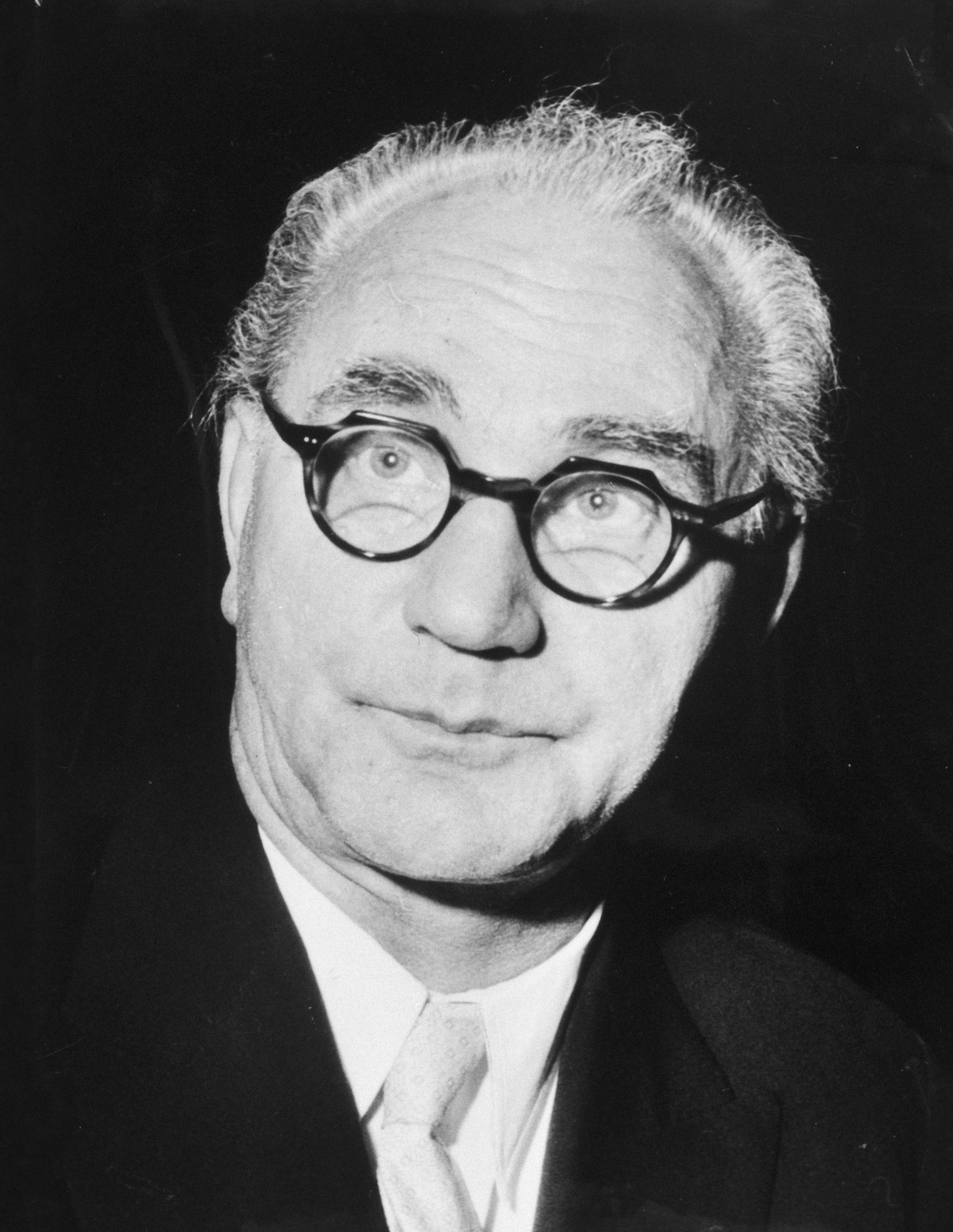
Franz Jonas (1965)

Franz Josef Jonas (* 29. September oder 4. Oktober 1899 in Floridsdorf; † 24. April 1974 in Wien) war ein österreichischer Staatsmann und Politiker (SPÖ), von 1951 bis 1965 Bürgermeister und Landeshauptmann von Wien, sodann von 1965 bis 1974 österreichischer Bundespräsident. Er war der vierte Präsident der seit 1945 bestehenden Zweiten Republik.

## Leben

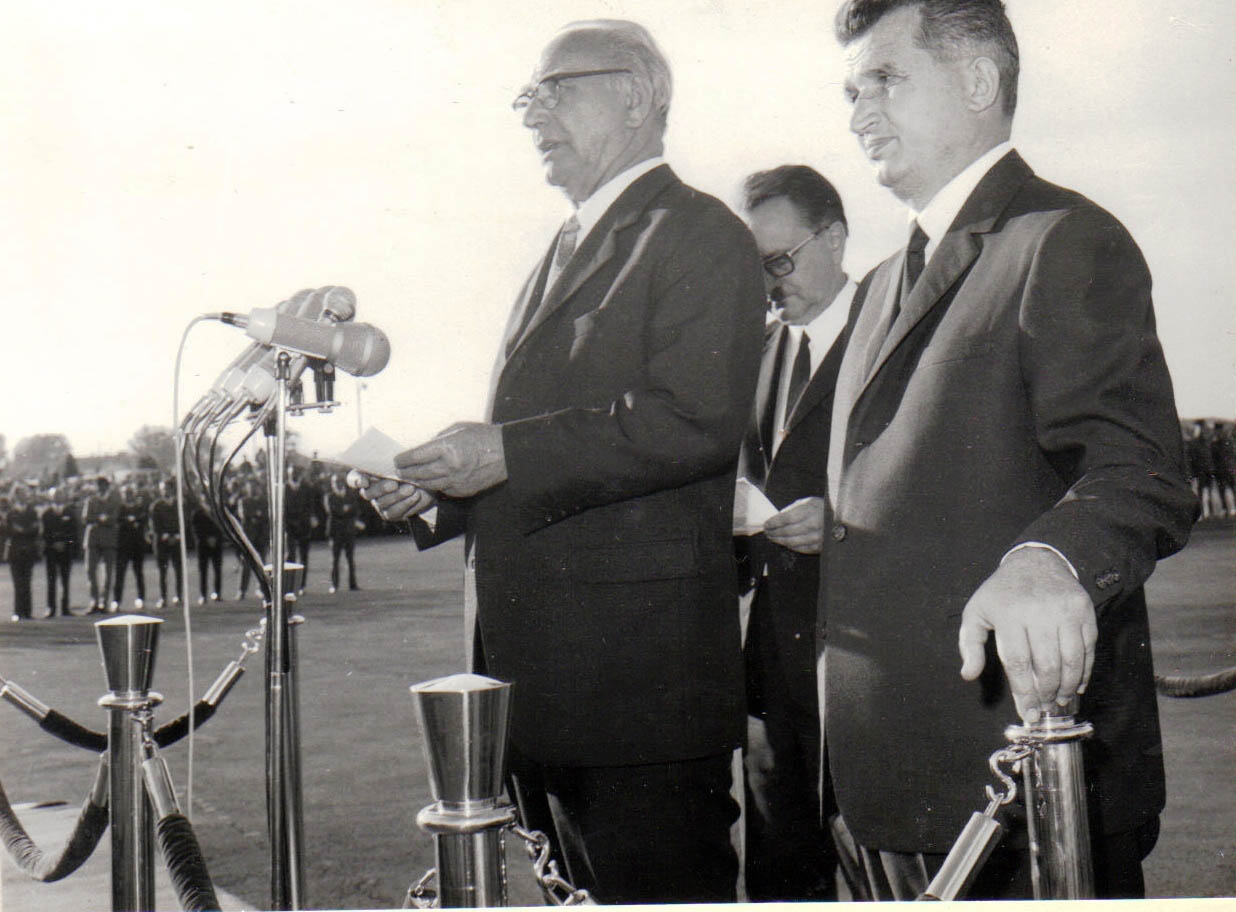
Franz Jonas mit Nicolae Ceaușescu bei einem Staatsbesuch in Rumänien, 11. September 1969

Die Eltern von Franz Jonas, der Fabrikarbeiter Josef Jonas und seine Frau Katharina Rokos, stammten aus Mähren und waren tschechischer Herkunft. Sie heirateten am 9. Februar 1896 in Floridsdorf und lebten dort zunächst in der Schloßhofer Straße, dann in der Prager Straße.
Notizen seiner Mutter zufolge wurde Franz Jonas am 29. September 1899 geboren. Seine Geburtsurkunde und das Taufbuch weisen jedoch den 4. Oktober 1899 als Geburtstag aus. Jonas feierte seinen Geburtstag zeit seines Lebens am 4. Oktober, obwohl er selbst glaubte, am 29. September geboren zu sein. Am 8. Oktober 1899 wurde Franz Jonas in Großjedlersdorf katholisch getauft.
Franz Jonas erlernte nach der Pflichtschule den Beruf des Schriftsetzers. 
Das Ende des Ersten Weltkriegs und den Zusammenbruch der österreichisch-ungarischen Monarchie erlebte er als 19-jähriger Soldat an der italienischen Front, danach beteiligte er sich als Freiwilliger am Kärntner Abwehrkampf. Von 1919 bis 1932 arbeitete er als Korrektor, 1921 trat er aus der Kirche aus. In der Zeit der Weltwirtschaftskrise der 1930er Jahre fungierte er als Sekretär der Sozialdemokratischen Arbeiterpartei (SDAP) in Floridsdorf, einem sozialistisch dominierten Wiener Arbeiterbezirk nördlich der Donau.
Nach der Ausschaltung des Parlaments 1933, der Niederschlagung des Februar-Arbeiteraufstands 1934 und dem Verbot der Sozialdemokratie durch den autoritären Bundeskanzler Engelbert Dollfuß wurde Franz Jonas arbeitslos. Zeitweise fand er eine Beschäftigung als Zeitungssetzer und kaufmännischer Angestellter der Floridsdorfer Lokomotivfabrik. Nach der Flucht des Parteiführers und Haupttheoretikers des Austromarxismus, Otto Bauer, und des Chefs des aufgelösten Republikanischen Schutzbundes, Julius Deutsch, in die Tschechoslowakei gehörte Jonas – mit Roman Felleis, Karl Holoubek, Ludwig Kostroun und Manfred Ackermann – dem sogenannten Fünferkomitee an, das im Untergrund den Widerstand gegen das austrofaschistische Ständestaatsregime koordinierte.
In den Jahren der Illegalität waren Jonas und seine Ehefrau Grete Aktivisten der Revolutionären Sozialisten. Sie engagierten sich im atheistischen Freidenkerbund ebenso wie in der Arbeiterhochschul- und der Antialkoholikerbewegung. Jonas wurde, wie zahlreiche Gleichgesinnte – unter ihnen der spätere Bundeskanzler Bruno Kreisky – Anfang 1935 aufgrund seiner Teilnahme an der Brünner Reichskonferenz der Sozialisten (Dezember 1934) verhaftet. 
Nach 14 Monaten Haft wurde er im sogenannten Sozialistenprozess 1936 von der Anklage des Hochverrats freigesprochen. In der Ära des Nationalsozialismus nach dem „Anschluss“ Österreichs an Hitler-Deutschland 1938 blieb er weitgehend unbehelligt und arbeitete während des Zweiten Weltkriegs in der Lokomotivfabrik Floridsdorf als Verrechnungsbeamter. Weil seine Arbeit „kriegswichtig“ war, musste er nicht Soldat werden.
Unmittelbar nach Kriegsende wurde er in die provisorische Gemeindeverwaltung in seinem zum sowjetischen Sektor Wiens gehörenden Heimatbezirk Floridsdorf berufen, wo er sich als Bezirksvorsteher Verdienste um die notleidende Bevölkerung erwarb. Er nahm im April 1945 am Zusammenschluss der Sozialdemokraten und Revolutionären Sozialisten und der Gründung der SPÖ im Wiener Rathaus teil. Von 1948 bis 1949 war er Stadtrat für Ernährungswesen, danach bis 1951 Stadtrat für Bauwesen. Nach der Wahl von Bürgermeister Theodor Körner (SPÖ) zum Bundespräsidenten wurde Franz Jonas 1951 Bürgermeister – und damit auch Landeshauptmann – von Wien. Er bekleidete die höchsten Funktionen an der Spitze der Bundeshauptstadt und des bevölkerungsreichsten Bundeslandes bis 1965. Zugleich war er Präsident des Österreichischen Städtebundes.
Als Landesparteivorsitzender der SPÖ Wien leitete er die mit Abstand stärkste Landesorganisation der Partei. Zugleich war Jonas stellvertretender SPÖ-Bundesparteivorsitzender (unter Adolf Schärf und Bruno Pittermann). In den höchsten Parteigremien widersetzte er sich zusammen mit den Exponenten des linken Flügels den Machtansprüchen des populären Gewerkschaftsführers und Innenministers Franz Olah, der eine kleine SPÖ-FPÖ-Koalition anstrebte und schließlich nach einer heftigen internen Krise aus der Partei ausgeschlossen wurde.
Franz Jonas war von 1952 bis 1953 Mitglied des Bundesrates und danach bis 1965 Abgeordneter zum Nationalrat. Nach dem Tod von Adolf Schärf (der 1957 Theodor Körner an der Spitze des Staates nachgefolgt war) wurde Jonas als erster gelernter Arbeiter und Autodidakt zum Bundespräsidenten gewählt. Mit 50,7 Prozent der Stimmen – dem bisher knappsten Ergebnis einer Präsidentenwahl – konnte er sich gegen den Kandidaten der ÖVP, Altbundeskanzler Alfons Gorbach, durchsetzen. Während die Kommunisten Jonas unterstützten, gab die FPÖ keine Wahlempfehlung ab.

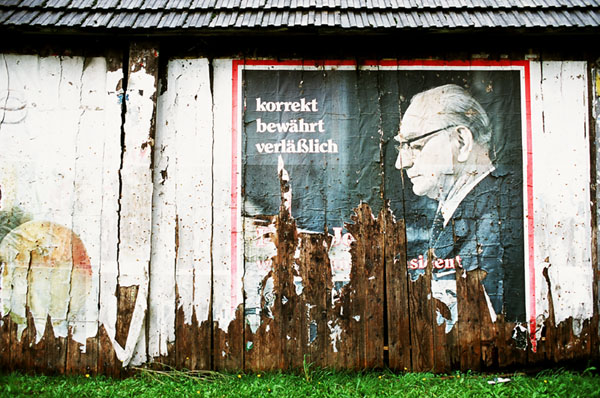
1971er-Wahlkampfplakat bei Hermagor, Kärnten 2007

Schon wenige Monate nach seinem Amtsantritt musste Jonas erleben, wie die Große Koalition von ÖVP und SPÖ, deren deklarierter Befürworter er war, auseinanderbrach. 1966 ernannte er nach dem klaren ÖVP-Sieg bei den Nationalratswahlen die erste Alleinregierung unter Bundeskanzler Josef Klaus, während die SPÖ in die Opposition ging und 1967 Bruno Kreisky zu ihrem Vorsitzenden kürte. Ihre katastrophale Wahlniederlage verdankte die SPÖ insbesondere dem Umstand, dass Olah mit seiner neuen „Demokratischen Fortschrittlichen Partei“ (DFP) annähernd 150.000 Stimmen bekam (jedoch ein Grundmandat verfehlte), wovon die ÖVP profitieren konnte.
1970 gestattete Jonas ungeachtet scharfer Kritik von bürgerlicher Seite (man warf ihm vor, nicht „alle Möglichkeiten ausgeschöpft“ zu haben) die Bildung einer SPÖ-Minderheitsregierung durch Bruno Kreisky, dem es bei vorgezogenen Neuwahlen 1971 gelang, die absolute Mandatsmehrheit zu erringen und diese bis 1983 ununterbrochen zu verteidigen. Im Frühjahr 1971 kam Jonas dem Wunsch der SPÖ nach, sich für ein zweites sechsjähriges Mandat in der Hofburg zur Verfügung zu stellen. Die ÖVP nominierte den Karrierediplomaten und Ex-Außenminister Kurt Waldheim als Gegenkandidaten. Waldheim, fast zwei Jahrzehnte jünger als der Amtsinhaber, versprach eine Präsidentschaft „neuen Stils“, doch bestätigte die Mehrheit der Österreicher Franz Jonas im Amt.
Zu den Höhepunkten seiner Amtszeit gehörten der Staatsbesuch bei Papst Paul VI. im Vatikan, politisch bedeutsame Staatsvisiten bei Marschall Tito in Jugoslawien sowie in Italien und Frankreich, in der Sowjetunion, in Thailand, bei der Weltausstellung in Kanada und bei Schah Mohammad Reza Pahlavi im Iran sowie der Staatsbesuch der britischen Königin Elisabeth II. und des Herzogs von Edinburgh in Österreich. Die Universität Bangkok und weitere ausländische Universitäten verliehen Jonas die Ehrendoktorwürde.
Während seine Vorgänger vor ihrer Vereidigung die SPÖ-Mitgliedschaft demonstrativ niederlegten, war Jonas der Erste, der sie nur für die Dauer seiner Amtszeit ruhen ließ. Franz Jonas war Esperantist, eifriger Hobbyfotograf und talentierter Grafiker, der mehrere Briefmarken entwarf (Sondermarke zum 50-jährigen Republik-Jubiläum 1918–1968). Mit seiner Frau wohnte er in einer Dienstvilla auf der Hohen Warte in Wien-Döbling, die nach seiner Wahl vom Staat erworben wurde und auch seinen Nachfolgern Rudolf Kirchschläger, Kurt Waldheim und Thomas Klestil als offizielle Residenz zur Verfügung stand.
Kurz vor dem Ende der ersten Hälfte seiner zweiten Amtsperiode starb Jonas als bis dahin längstdienender Bundespräsident der Zweiten Republik am 24. April 1974 in einem Wiener Krankenhaus an den Folgen einer 1973 diagnostizierten Krebserkrankung. Bereits nach Feststellung der Amtsunfähigkeit im März übten die drei Präsidenten des Nationalrates Anton Benya, Alfred Maleta und Otto Probst gemäß der Verfassung interimistisch die Funktionen des Bundespräsidenten aus. Zu seinem Staatsbegräbnis kamen acht ausländische Staatsoberhäupter nach Wien. Beigesetzt wurde Jonas an der Seite seiner Vorgänger Karl Renner, Theodor Körner und Adolf Schärf in der Präsidentengruft auf dem Zentralfriedhof. In Floridsdorf erhielt 1975 ihm zu Ehren der Hauptplatz den Namen Franz-Jonas-Platz.
Zu seinem Nachfolger wurde als Kandidat der SPÖ der von Kreisky vorgeschlagene parteilose Außenminister Rudolf Kirchschläger gewählt, den – nach zwei vollen Amtsperioden – 1986 der einstige unterlegene Herausforderer von Jonas, Kurt Waldheim (mittlerweile UNO-Generalsekretär 1972–1982), in der Hofburg ablöste.
Franz Jonas war der ältere Bruder von Rudolf Jonas (1909–1962), der als Arzt, Bergsteiger und Mitbegründer der Österreichischen Himalaya-Gesellschaft bekannt wurde.

## Auszeichnungen (Auszug)
- 1954: Großes Goldenes Ehrenzeichen mit dem Stern für Verdienste um die Republik Österreich
- 1958: Großes Verdienstkreuz mit Stern und Schulterband der Bundesrepublik Deutschland
- 1960: Großes Silbernes Ehrenzeichen am Bande für Verdienste um die Republik Österreich
- 1960: Bayerischer Verdienstorden
- 1961: Ehrenbürger der Stadt Wien (21. April)
- 1964: Ehrensenator der Technischen Hochschule Wien
- 1965: Ehrensenator der Universität Wien
- 1965: Groß-Stern des Ehrenzeichens für Verdienste um die Republik Österreich
- 1966: Großkreuz des norwegischen Sankt-Olav-Ordens am Band
- 1968: Ehrenbürger der Stadt Steyr
- 1969: Pierre-de-Coubertin-Medaille
- 1970: Collane des Finnischen Ordens der Weißen Rose
- 1971: Großkreuz mit Großer Ordenskette des Verdienstordens der Italienischen Republik
- 1999: Benennung der ehemaligen tschechischen Bürgerschule in Jedlesee in Franz-Jonas-Europaschule.[7]